# Västersjön, Skåne
Västersjön är en sjö i Ängelholms kommun i Skåne och ingår i Rönne ås huvudavrinningsområde. Sjön är 13 meter djup, har en yta på 4,5 kvadratkilometer och befinner sig 66 meter över havet. Vid provfiske har bland annat abborre, braxen, gädda och gös fångats i sjön.
Sjön är grund, största djupet 12,6 meter finns i en bassäng nära norra stranden, cirka 1 kilometer från den östra stranden. Hela den östra delen har en slät botten utan variationer. Det inplanteras gös i Västersjön.
Västersjön får sitt vatten från bäckarna som avvattnar åsen och mossarna kring sjön, främst Århultsbäcken som kommer uppifrån Djurholmamossen. Sjön är näringsfattig, men genom det måttliga djupet finns en relativt utbredd undervattensvegetation. Dominerande, och lätta att hitta, är strandpryl, styvt braxengräs och det trevliga notblomstret, som på sensommaren sticker upp sin notskrift över vattenytan. Det finns inte så mycket vass runt sjön, men både vit och gul näckros trivs. Sjön är känslig för försurande ämnen, och kalkning sker i Århultsbäcken.
Floran runt sjön är tämligen trivial och artfattig, med undantag för näset mot Rössjön (se nedan). En raritet kan man dock leta upp, nämligen hedfryle, underarten congesta av ängsfryle, Luzula multiflora. Den har vid inventeringen för Skånes flora under 1990-talet återfunnits i skogen några hundra meter sydväst om vägskälet i Äspenäs.
Västersjön avvattnas till Rössjön via ett delvis grävt flöde genom Tollsjöområdet. Våtmarken som finns här har en rik flora med flera orkidéarter, såsom den sällsynta korallroten, och ovanliga starrarter som sumpstarr och strängstarr.
Runt Västersjön finns en hel del bebyggelse, framför allt fritidshus men även fastboende, vid Ljungabolet, Äspenäs (Ängelholms kommun) och Nedre Århult. Ugglehults badplats ligger i sjöns nordvästra hörn. Här hade Edvard Persson en sommarstuga under en period.

## Delavrinningsområde
Västersjön ingår i delavrinningsområde (624670-133038) som SMHI kallar för Utloppet av Västersjön. Medelhöjden är 129 meter över havet och ytan är 39,42 kvadratkilometer. Det finns inga avrinningsområden uppströms utan avrinningsområdet är högsta punkten. Vattendraget som avvattnar avrinningsområdet har biflödesordning 3, vilket innebär att vattnet flödar genom totalt 3 vattendrag innan det når havet efter 26 kilometer. Avrinningsområdet består mestadels av skog (54 %) och sankmarker (17 %). Avrinningsområdet har 4,49 kvadratkilometer vattenytor vilket ger det en sjöprocent på 11,4 %.

## Fisk
Vid provfiske har följande fisk fångats i sjön:
- Abborre
- Braxen
- Gädda
- Gös
- Mört
- Siklöja
- Sutare